# Meix-le-Tige
Meix-le-Tige is een dorp in de Belgische provincie Luxemburg en een deelgemeente van Saint-Léger.
Het suffix "Tige" verwijst naar Thiois, oftewel Diets, wat verwijst naar het feit dat er destijds een Germaanse taal gesproken werd. Nochtans, en dit in tegenstelling tot de dorpen van het naburige Land van Aarlen waar Luxemburgs van oudsher de streektaal is, wordt hier reeds zeer lang een Romaans dialect gesproken. De verklaring ligt in de grote pestplagen tijdens de middeleeuwen. Deze hebben de oorspronkelijke bevolking gedecimeerd, waarna het dorp herbevolkt werd door inwoners van de Romaans sprekende Gaume die de dorpsnaam behouden hebben.

## Geschiedenis
De gemeente Meix-le-Tige werd opgeheven in 1823 en bij Rachecourt gevoegd.
Bij wet van 29 mei 1863 werd Meix-le-Tige weer afgesplitst van Rachecourt als zelfstandige gemeente, op verzoek van de bewoners van Meix-le-Tige en de gemeenteraad van Rachecourt. Op dat moment telde Meix-le-Tige 570 inwoners, waarvan 48 stemgerechtigd voor de gemeenteraad en 10 stemgerechtigd voor het parlement.
Bij de gemeentelijke fusies van 1977 werd Meix-le-Tige een deelgemeente van Saint-Léger.

## Demografische ontwikkeling
- Bronnen:NIS, Opm:1831 tot en met 1970=volkstellingen

## Bezienswaardigheden
- De Église Saint-Luc

## Verkeer en vervoer
Ten noorden van Meix-le-Tige loopt de N82, de weg van Aarlen naar Virton.
Châtillon · Meix-le-Tige · Saint-Léger

Belgische gemeenten · Arrondissement Virton · Luxemburg · Wallonië